# Swinge

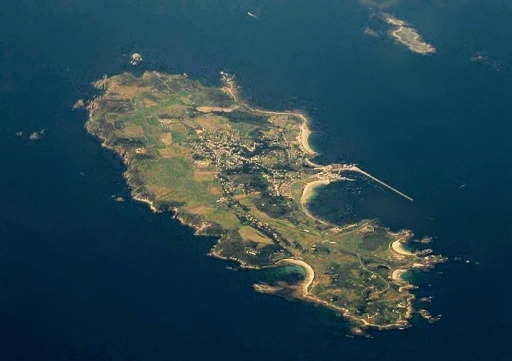
Vue aérienne de l'île d'Aurigny et de l'îlot de Burhou entre lesquels passe le courant marin du Swinge.

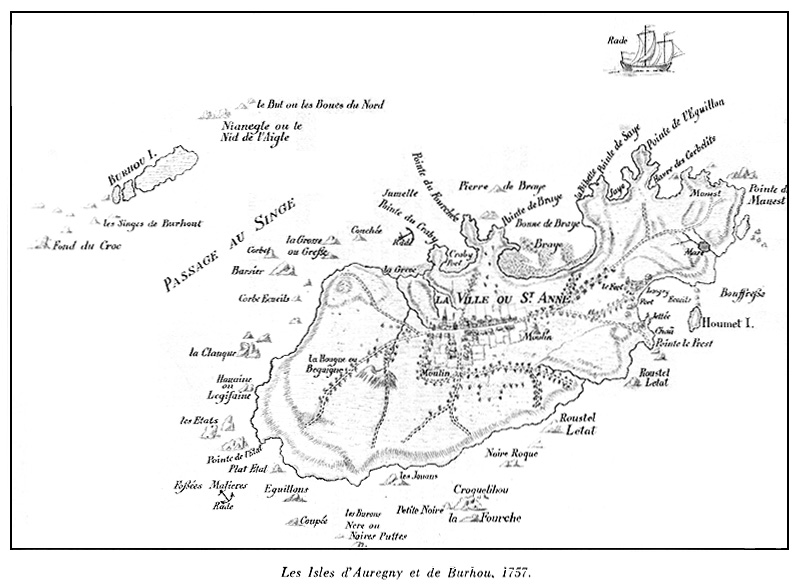
Carte des îles d'Aurigny et Burhou de 1757.

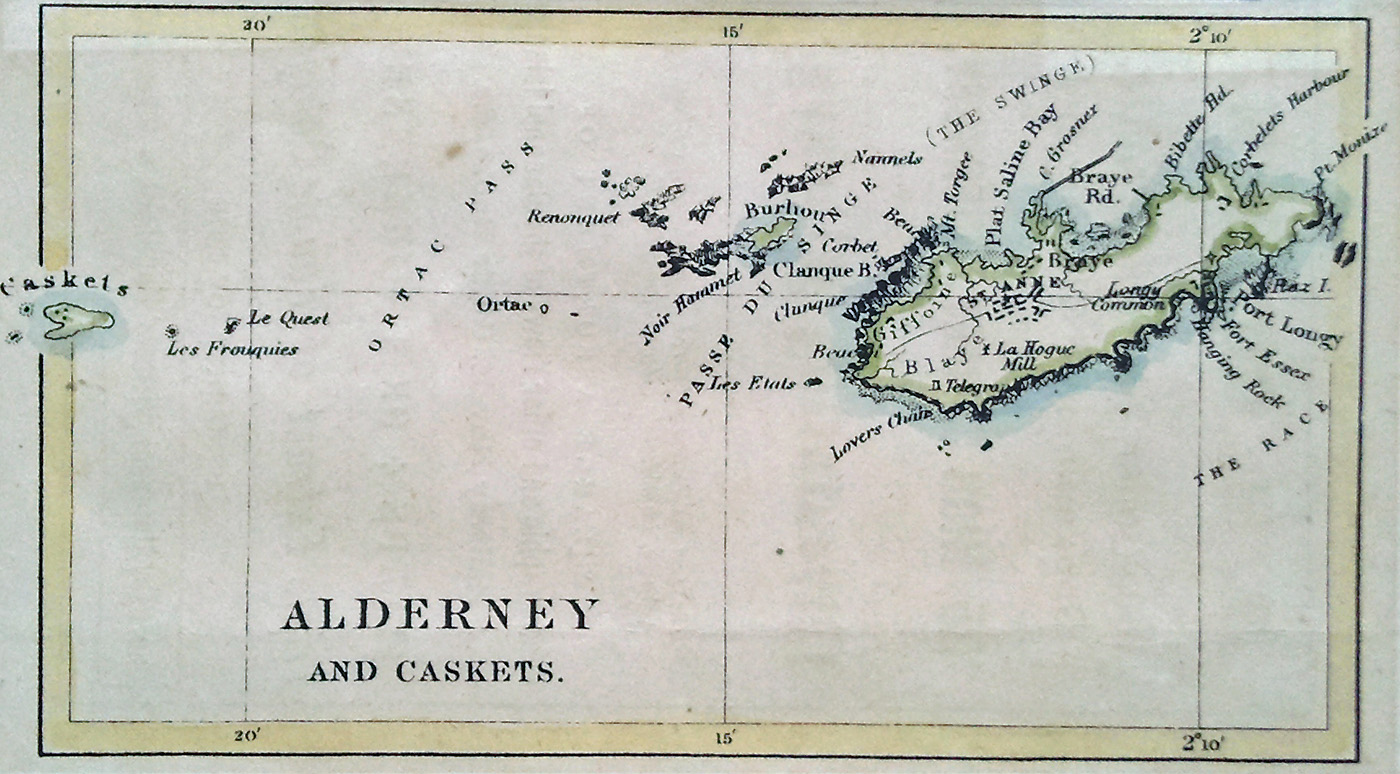
Carte des îles d'Aurigny, Burhou et Casquets.

Le Swinge est un courant marin qui passe entre l'île d'Aurigny et l'île de Burhou dans le passage au singe situé dans l'archipel des îles Anglo-Normandes.

## Étymologie
Le terme Swinge vient du vieux norrois "swinnr" qui est passé dans le vieil anglo-saxon swingan et le normand swinge, pour désigner quelque chose de violent et brute qui frappe, heurte, bat avec force et rapidité. Par déformation locale et en raison de la proximité de la prononciation, le courant Swinge a donné son nom au "passage au Singe" qui sépare les îles d'Aurigny et de Burhou.

## Caractéristiques
Le courant marin du Swinge est connu des marins comme dangereux atteignant la vitesse de 9 nœuds en créant de nombreux remous en particulier lors de vents contraires. Il passe dans l'étroit chenal qui sépare l'île d'Aurigny de l'île de Burhou et les rochers des Casquets. 
À marée montante, le courant se dirige vers le nord-est et à marée descendante, le courant se dirige vers le sud-ouest. 
Le courant Swinge est un prolongement de celui qui circule dans le passage du Raz Blanchard où sévit l'un des courants de marée les plus puissants d'Europe, situé entre la pointe ouest du cap de la Hague et l'île anglo-normande d'Aurigny, à l'entrée nord du passage de la Déroute. 
Le port de Braye situé juste au nord de la ville de Sainte Anne est protégé par une longue et puissante digue afin de protéger les installations portuaires et les bateaux de ce courant agité en permanence.
Sur la côte nord-orientale de l'île d'Aurigny s'élève le phare de Mannez qui indique aux navigateurs l'entrée du passage du Singe et des dangers des courants du raz Blanchard et du Swinge.